# Distretto regionale di Comox Valley
Il distretto regionale di Comox Valley è un distretto regionale della Columbia Britannica, Canada di 58.824 abitanti, che ha come capoluogo Courtenay. È stato istituito nel 2008 su parte del precedente distretto regionale di Comox-Strathcona.

## Comunità
- Città e comuni
  - Courtenay (city)
  - Comox (town)
- Villaggi e aree esterne ai comuni
  - Cumberland
  - Electoral Area A
  - Electoral Area B
  - Electoral Area C
  - Electoral Area K
  - Riserva indiana Comox 1
  - Riserva indiana Pentledge 2